# John Wilbye
John Wilbye (* 7. März 1574 in Diss, Norfolk; † September oder Oktober 1638 in Colchester, Essex) war ein englischer Komponist im Übergang von der Renaissance zum Barock.

## Leben
Wilbye war seit 1598 Musiker im Haus des Grafen Thomes Kytson und seiner Familie auf Schloss Hengrave Hall in Suffolk. Hier lebte und arbeitete er bis 1628, danach übersiedelte er nach Colchester, wo er einer Tochter des Grafen Kytson bis zu seinem Tode ebenfalls als Hausmusiker diente. 
Wilbye gilt als einer der herausragenden Komponisten seiner Zeit in England. Zu seinen bekanntesten Madrigalen gehören „Draw On, Sweet Night“, „Sweet Honey Sucking Bees“, „Weep, Weep, Mine Eyes“ und „Adieu, Sweet Amaryllis“. Viele seiner Werke blieben auch lange nach seinem Tod populär und wurden immer wieder aufgeführt. Seit 1961 trägt der Mount Wilbye auf der Alexander-I.-Insel in der Antarktis seinen Namen.

## Werke
- First Set of Madrigals (1598) (30 Madrigale)
- Second Set of Madrigals (1609) (34 Madrigale)